# Tina (imię)
Tina — imię żeńskie, powstałe jako zdrobnienie od imion takich, jak Krystyna, Martyna, Justyna, Florentyna, Walentyna, Augustyna czy Klementyna. W Polsce imię to jest odradzane przez Radę Języka Polskiego.
Tina imieniny obchodzi: 14 maja i 28 lipca.
Znane osoby o imieniu Tina:
- Tina Arena – australijska piosenkarka
- Tina Bachmann – niemiecka biathlonistka
- Tina Cheri – amerykańska aktorka pornograficzna
- Tina Fey – amerykańska aktorka
- Tina Karol – ukraińska piosenkarka
- Tina Knowles – amerykańska projektantka mody
- Tina Lipicer-Samec – słoweńska siatkarka
- Tina Louise – amerykańska aktorka
- Tina Majorino – amerykańska aktorka
- Tina Matusińska – polska lekkoatletka
- Tina Maze – słoweńska narciarka alpejska
- Tina Turner – piosenkarka amerykańska
- Tina Thörner – szwedzka pilotka rajdowa
- Tina Weirather – narciarka z Liechtensteinu